# Полупроводниковые материалы
Полупроводниковые материалы — вещества с чётко выраженными свойствами полупроводника. Удельная электрическая проводимость σ при 300 К составляет 10−4- 1010 Ом−1·см−1 и увеличивается с ростом температуры. Для полупроводниковых материалов характерна высокая чувствительность электрофизических свойств к внешним воздействиям (нагрев, облучение, деформации и т. п.), а также к содержанию структурных дефектов и примесей.

## Структура
Полупроводниковые материалы по структуре делятся на кристаллические, твёрдые, аморфные и жидкие.

### Кристаллические полупроводниковые материалы
Наибольшее практическое применение находят неорганические кристаллические полупроводниковые материалы, которые по химическому составу разделяются на следующие основные группы.
- Элементарные полупроводники: Ge, Si, углерод (алмаз и графит), В, α-Sn (серое олово), Те, Se. Важнейшие представители этой группы — Ge и Si имеют кристаллическую решётку типа алмаза (алмазоподобны). Являются непрямозонными полупроводниками; образуют между собой непрерывный ряд твёрдых растворов, также обладающих полупроводниковыми свойствами.
- Соединения типа AIIIBV элементов III и V группы периодической системы имеют в основном кристаллическую структуру типа сфалерита. Связь атомов в кристаллической решётке носит преимущественно ковалентный характер с некоторой долей (до 15 %) ионной составляющей. Плавятся конгруэнтно (без изменения состава). Обладают достаточно узкой областью гомогенности, то есть интервалом составов, в котором в зависимости от параметров состояния (температуры, давления и др.) преимуществ. тип дефектов может меняться, а это приводит к изменению типа проводимости (n, р) и зависимости удельной электрической проводимости от состава. Важнейшие представители этой группы: GaAs, InP, InAs, InSb, GaN, являющиеся прямозонными полупроводниками, и GaP, AlAs — непрямозонные полупроводники. Многие полупроводниковые материалы типа АIIIВV образуют между собой непрерывный ряд твёрдых расплавов — тройных и более сложных (GaxAl1-xAs, GaAsxP1-x, GaxIn1-xP, GaxIn1-xAsyP1-y и т. п.), также являющихся важными.
- Соединения элементов VI группы (О, S, Se, Те) с элементами I—V групп периодической системы, а также с переходными металлами и РЗЭ. В обширной группе этих полупроводниковых материалов наибольший интерес представляют соединения типа AIIBVI с кристаллической структурой типа сфалерита или вюрцита, реже типа NaCl. Связь между атомами в решётке носит ковалентно-ионный характер (доля ионной составляющей достигает 45-60 %). Имеют большую, чем у полупроводниковых материалов типа AIIIBV, протяженность области гомогенности. Для соединений типа AIIBVI характерен полиморфизм и наличие политипов кубической и гексагональной модификаций. Являются в основном прямозонными полупроводниками. Важнейшие представители этой группы полупроводниковых материалов — CdTe, CdS, ZnTe, ZnSe, ZnO, ZnS. Многие соединения типа AIIBVI образуют между собой непрерывный ряд твёрдых расплавов, характерными представителями которых являются CdxHg1-xTe, CdxHg1-xSe, CdTexSe1-x. Физические свойства соединений типа AIIBVI в значительной мере определяются содержанием собственных точечных дефектов структуры, имеющих низкую энергию ионизации и проявляющих высокую электрическую активность.
- Тройные соединения типа AIIBIVCV2 кристаллизуются в основном в решётке халькопирита. Обнаруживают магнитное и электрическое упорядочение. Образуют между собой твёрдые расплавы. Во многом являются электронными аналогами соединений типа АIIIВV. Типичные представители: CuInSe2, CdSnAs2, CdGeAs2, ZnSnAs2.
- Карбид кремния SiC — единственное химическое соединение, образуемое элементами IV группы. Обладает полупроводниковыми свойствами во всех структурных модификациях: β-SiC (структура сфалерита); α-SiC (гексагональная структура), имеющая около 15 разновидностей. Один из наиболее тугоплавких и широкозонных среди широко используемых полупроводниковых материалов.

### Некристаллические полупроводниковые материалы
Типичными представителями этой группы являются стеклообразные полупроводниковые материалы — халькогенидные и оксидные. К первым относятся сплавы Tl, P, As, Sb, Bi с S, Se, Те, характеризующиеся широким диапазоном значений удельной электрической проводимости, низкими температурами размягчения, устойчивостью к кислотам и щелочам. Типичные представители: As2Se3-As2Te3, Tl2Se-As2Se3. Оксидные стеклообразные полупроводниковые материалы имеют состав типа V2O5-P2O5-ROx (R-металл I—IV гр.) и характеризуются удельной электрической проводимостью 10−4−10−5 Ом−1см−1. Все стеклообразные полупроводниковые материалы имеют электронную проводимость, обнаруживают фотопроводимость и термоэдс. При медленном охлаждении обычно превращаются в кристаллические полупроводниковые материалы. Другим важным классом некристаллических полупроводниковые материалы являются твёрдые расплавы ряда аморфных полупроводников с водородом, так называемые гидрированные некристаллические полупроводниковые материалы: a-Si:H, a-Si1-xCx:H, a-Si1-xGex:H, a-Si1-xNx:H, a-Si1-xSnx:H. Водород обладает высокой растворимостью в этих полупроводниковых материалах и замыкает на себя значительное количество «болтающихся» связей, характерных для аморфных полупроводников. В результате резко снижается плотность энергетических состояний в запрещённой зоне и появляется возможность создания p-n-переходов. Полупроводниковыми материалами являются также ферриты, сегнетоэлектрики и пьезоэлектрики.

## Основные электрофизические свойства
Основные электрофизические свойства важнейших полупроводниковых материалов (ширина запрещённой зоны, подвижность носителей тока, температура плавления и т. д.) представлены в табл. 1. Ширина запрещённой зоны DEg является одним из фундаментальных параметров полупроводниковых материалов. Чем больше DEg, тем выше допустимая рабочая температура и тем более сдвинут в коротковолновую область спектра рабочий диапазон приборов, создаваемых на основе соответствующих полупроводниковых материалов. Например, максимальная рабочая температура германиевых приборов не превышает 50-60 °C, для кремниевых приборов она возрастает до 150—170 °C, а для приборов на основе GaAs достигает 250—300 °C; длинноволновая граница собственной фотопроводимости составляет: для InSb — 5,4 мкм (77 К), InAs — 3,2 мкм (195 К), Ge — 1,8 мкм (300 К), Si — 1 мкм (300 К), GaAs — 0,92 мкм (300 К). Величина DEg хорошо коррелирует с температурой плавления. Обе эти величины возрастают с ростом энергии связи атомов в кристаллической решётке, поэтому для широкозонных полупроводниковых материалов характерны высокие температуры плавления, что создаёт большие трудности на пути создания чистых и структурно совершенных монокристаллов таких полупроводниковых материалов. Подвижность носителей тока в значительной мере определяет частотные характеристики полупроводниковых приборов. Для создания приборов сверхвысокочастотного диапазона необходимы полупроводниковые материалы, обладающие высокими значениями m. Аналогичное требование предъявляется и к полупроводниковым материалам, используемым для изготовления фотоприемников. Температура плавления и период кристаллической решётки, а также коэффициент линейного термического расширения играют первостепенную роль при конструировании гетероэпитаксиальных композиций. Для создания совершенных гетероструктур желательно использовать полупроводниковые материалы, обладающие одинаковым типом кристаллической решётки и минимальными различиями в величинах её периода и коэффициентах термического расширения. Плотность полупроводниковых материалов определяет такие важные технические характеристики, как удельный расход материала, масса прибора.
Таблица 1. Основные свойства важнейших полупроводниковых материалов.
| Элемент, тип соединения | Наименование материала | Ширина запрещённой зоны, эв | Ширина запрещённой зоны, эв | Подвижность носителей заряда, 300 K, см2/(в×сек) | Подвижность носителей заряда, 300 K, см2/(в×сек) | Кристаллическая структура | Постоянная решётки, A             | Температура плавления, °С | Упругость пара при температуре плавления, атм |
| Элемент, тип соединения | Наименование материала | при 300 К                   | при 0 К                     | электроны                                        | дырки                                            | Кристаллическая структура | Постоянная решётки, A             | Температура плавления, °С | Упругость пара при температуре плавления, атм |
| ----------------------- | ---------------------- | --------------------------- | --------------------------- | ------------------------------------------------ | ------------------------------------------------ | ------------------------- | --------------------------------- | ------------------------- | --------------------------------------------- |
| Элемент                 | С (алмаз)              | 5,47                        | 5,51                        | 2800                                             | 2100                                             | алмаз                     | 3,56679                           | 4027                      | 10−9                                          |
| Элемент                 | Ge                     | 0,661                       | 0,89                        | 3900                                             | 1900                                             | типа алмаза               | 5,65748                           | 937                       |                                               |
| Элемент                 | Si                     | 1,12                        | 1,16                        | 1500                                             | 600                                              | типа алмаза               | 5,43086                           | 1420                      | 10−6                                          |
| Элемент                 | α-Sn                   |                             | ~0,08                       |                                                  |                                                  | типа алмаза               | 6,4892                            |                           |                                               |
| IV—IV                   | α-SiC                  | 3                           | 3,1                         | 400                                              | 50                                               | типа сфалерита            | 4,358                             | 3100                      |                                               |
| III—V                   | AISb                   | 1,63                        | 1,75                        | 200                                              | 420                                              | типа сфалерита            | 6,1355                            | 1050                      | <0,02                                         |
| III—V                   | BP                     | 6                           |                             |                                                  |                                                  | типа сфалерита            | 4,538                             | >1300                     | >24                                           |
| III—V                   | GaN                    | 3,39                        |                             | 440                                              | 200                                              | типа вюртцита             | 3,186 (по оси a) 5,176 (по оси с) | >1700                     | >200                                          |
| III—V                   | GaSb                   | 0,726                       | 0,80                        | 2500                                             | 680                                              | типа сфалерита            | 6,0955                            | 706                       | <4⋅10−4                                       |
| III—V                   | GaAs                   | 1,424                       | 1,52                        | 8500                                             | 400                                              | типа сфалерита            | 5,6534                            | 1239                      | 1                                             |
| III—V                   | GaP                    | 2,27                        | 2,40                        | 110                                              | 75                                               | типа сфалерита            | 5,4505                            | 1467                      | 35                                            |
| III—V                   | InSb                   | 0,17                        | 0,26                        | 78000                                            | 750                                              | типа сфалерита            | 6,4788                            | 525                       | <4⋅10−5                                       |
| III—V                   | InAs                   | 0,354                       | 0,46                        | 33000                                            | 460                                              | типа сфалерита            | 6,0585                            | 943                       | 0,33                                          |
| III—V                   | InP                    | 1,34                        | 1,34                        | 4600                                             | 150                                              | типа сфалерита            | 5,8688                            | 1060                      | 25                                            |
| II—VI                   | CdS                    | 2,42                        | 2,56                        | 300                                              | 50                                               | типа вюртцита             | 4,16 (по оси a) 6,756 (по оси с)  | 1750                      |                                               |
| II—VI                   | CdSe                   | 1,7                         | 1,85                        | 800                                              |                                                  | типа сфалерита            | 6,05                              | 1258                      |                                               |
| II—VI                   | ZnO                    | 3,36                        |                             | 200                                              |                                                  | кубич.                    | 4,58                              | 1975                      |                                               |
| II—VI                   | ZnS                    | 3,6                         | 3,7                         | 165                                              |                                                  | типа вюртцита             | 3,82 (по оси a) 6,26 (по оси с)   | 1700                      |                                               |
| IV—VI                   | PbS                    | 0,41                        | 0,34                        | 600                                              | 700                                              | кубич.                    | 5,935                             | 1103                      |                                               |
| IV—VI                   | PbTe                   | 0,32                        | 0,24                        | 1700                                             | 840                                              | кубич.                    | 6,460                             | 917                       |                                               |

## Получение
Необходимым условием достижения высоких электрофизических характеристик полупроводниковых материалов является их глубокая очистка от посторонних примесей. В случае Ge и Si эта проблема решается путём синтеза их летучих соединений (хлоридов, гидридов) и последующей глубокой очистки этих соединений с применением методов ректификации, сорбции, частичного гидролиза и специальных термических обработок. Хлориды особой чистоты подвергают затем высокотемпературному восстановлению водородом, прошедшим предварительную глубокую очистку, с осаждением восстановленных продуктов на кремниевых или германиевых прутках. Из очищенных гидридов Ge и Si выделяют путём термического разложения. В результате получают Ge и Si с суммарным содержанием остаточных электрически активных примесей на уровне 10−7−10−9%. Получение особо чистых полупроводниковых соединений осуществляют синтезом из элементов, прошедших глубокую очистку. Суммарное содержание остаточных примесей в исходных материалах не превышает обычно 10−4−10−5%. Синтез разлагающихся соединений проводят либо в запаянных кварцевых ампулах при контролируемом давлении паров летучего компонента в рабочем объёме, либо под слоем жидкого флюса (например, особо чистого обезвоженного В2О3). Синтез соединений, имеющих большое давление паров летучего компонента над расплавом, осуществляют в камерах высокого давления. Часто процесс синтеза совмещают с последующей дополнительной очисткой соединений путём направленной или зонной кристаллизации расплава.
Наиболее распространённый способ получения монокристаллов полупроводниковых материалов — вытягивание из расплава по методу Чохральского (Выращивание монокристаллов). Этим методом получают монокристаллы Ge, Si, соединения типа AIIIBV, AIIBVI, AIVBVI и т. д. Вытягивание монокристаллов неразлагающихся полупроводниковых материалов проводят в атмосфере Н2, инертных газов или в условиях глубокого вакуума. При выращивании монокристаллов разлагающихся соединений (InAs, GaAs, InP, GaP, CdTe, PbTe и др.) расплав герметизируют слоем жидкого флюса (В2О3) и вытягивают монокристаллы, погружая затравку в расплав через флюс и поддерживая в рабочем объёме над расплавом определённое давление инертного газа. Часто процесс вытягивания осуществляют в камерах высокого давления, совмещая процесс выращивания монокристаллов с предварительным синтезом соединений под слоем флюса (GaAs, InP, GaP и др.).
Для выращивания монокристаллов полупроводниковых материалов также широко используют методы направленной и зонной кристаллизации расплава в контейнере. В случае разлагающихся соединений для получения монокристаллов требуемого стехиометрического состава процесс проводят в запаянных кварцевых ампулах, поддерживая равновесное давление паров летучего компонента над расплавом; часто для этого требуются камеры высокого давления, в которых поддерживается противодавление инертного газа. При получении монокристаллов необходимой кристаллографической ориентации используют ориентированные соответствующим образом монокристаллические затравки.
Для выращивания монокристаллов полупроводниковых материалов, обладающих подходящим сочетанием плотности и поверхностного натяжения расплава, используют метод бестигельной зонной плавки. Наибольшее распространение этот метод получил в технологии получения монокристаллов Si, имеющего сравнительно невысокую плотность и достаточно большое поверхностное натяжение расплава. Отсутствие контакта расплава со стенками контейнера позволяет получать этим методом наиболее чистые монокристаллы. Обычно процесс выращивания монокристалла совмещают с предварительной дополнительной очисткой полупроводниковых материалов зонной плавкой.
Для получения монокристаллов ряда тугоплавких разлагающихся полупроводниковых соединений (например, CdS, ZnS, SiC, AlN и др.) используют кристаллизацию из газовой фазы (методы сублимации и химических транспортных реакций). В случае если при выращивании монокристаллов не удается получить соединение требуемого стехиометрического состава, кристаллы разрезают на пластины, которые подвергают дополнительному отжигу в парах недостающего компонента. Наиболее часто этот приём используют в технологии получения монокристаллов узкозонных соединений типа AIIBVI и AIVBVI, где собственные точечные дефекты сильно влияют на концентрацию и подвижность носителей тока, то есть проявляют высокую электрическую активность (PbTe, PbxSn1-xTe, CdxHg1-xTe и др.). При этом удается снизить концентрацию носителей заряда в кристаллах на несколько порядков. Для выращивания профилированных монокристаллов полупроводниковые материалы (ленты, прутки, трубы и т. д.) используют метод Степанова.
Широко распространено получение полупроводниковых материалов в виде монокристаллических плёнок на разного рода монокристаллических подложках. Такие плёнки называют эпитаксиальными, а процессы их получения — эпитаксиальным наращиванием. Если эпитаксиальная плёнка наращивается на подложку того же вещества, то получаемые структуры называют гомоэпитаксиальными; при наращивании на подложку из другого материала — гетероэпитаксиальными. Возможности получения тонких и сверхтонких однослойных и многослойных структур разнообразной геометрии с широкой вариацией состава и электрофизических свойств по толщине и поверхности наращиваемого слоя, с резкими границами р-n-переходов и гетеропереходов обусловливают широкое использование методов эпитаксиального наращивания в микроэлектронике и интегральной оптике, в практике создания больших и быстродействующих интегральных схем, а также оптоэлектронных приборов (см. Планарная технология).
Для получения эпитаксиальных структур полупроводниковых материалов используют методы жидкостной, газофазной и молекулярно-пучковой эпитаксии. Методом жидкостной эпитаксии получают гомо- и гетероэпитаксиальные структуры на основе соединений типа AIIIBV, AIIBVI, AIVBVI и их твёрдых расплавов. В качестве растворителя обычно используют расплав нелетучего компонента соответствующего соединения. Наращивание эпитаксиального слоя проводят либо в режиме программируемого снижения температуры, либо из предварительно переохлаждённого расплава. Этим методом можно воспроизводимо получать многослойные структуры с толщинами отдельных слоев до ~ 0,1 мкм при толщинах переходных слоев на гетерограницах порядка десятков нм.

## Легирование
Для получения полупроводниковых материалов электронного типа проводимости (n-типа) с изменяющейся в широких пределах концентрацией носителей заряда (электронов) обычно используют донорные примеси, образующие «мелкие» энергетические уровни в запрещённой зоне вблизи дна зоны проводимости (энергия ионизации ≤ 0,05 эВ). Для полупроводниковых материалов дырочного типа проводимости (р-типа) аналогичная задача решается путём введения акцепторных примесей, образующих «мелкие» энергетические уровни в запрещённой зоне вблизи потолка валентной зоны. Такие примеси при комнатной температуре практически полностью ионизованы, так что их концентрация приблизительно равна концентрации носителей заряда, которая связана с подвижностями носителей соотношениями: sn = emnn для полупроводниковых материалов n-типа и sр = empp для полупроводниковых материалов р-типа (sn и sр — проводимость; mn и mр — подвижности электронов и дырок соответственно). Для Ge и Si основными донорными легирующими примесями являются элементы V гр. периодической системы: Р, As, Sb, a акцепторными — элементы III гр.: В, Al, Ga. Для соединений типа AIIIBV — соотв. примеси элементов VI гр. (S, Se, Те), а также Sn, и элементов II гр. (Be, Mg, Zn, Cd). Элементы IV гр. (Si, Ge) в зависимости от условий получения кристаллов и эпитаксиальных слоев соед. типа AIIIBV могут проявлять как донорные, так и акцепторные св-ва. В соед. типа AIIBVI и AIVBVI поведение вводимых примесей сильно осложняется присутствием собств. точечных структурных дефектов. Необходимые тип и величина проводимости в них обычно достигаются прецизионным регулированием отклонения состава от стехиометрического, обеспечивающего заданную концентрацию определённого типа собственных точечных дефектов структуры в кристаллах.
Перечисленные выше легирующие примеси образуют, как правило, твёрдые р-ры замещения и обладают достаточно высокой растворимостью (1018−1020 атомов/см³) в широком интервале температур. Растворимость их носит ретроградный характер, при этом максимум растворимости приходится на температурный интервал 700—900 °C в Ge, 1200—1350 °C в Si и 1100—1200 °C в GaAs. Эти примеси являются малоэффективными центрами рекомбинации носителей и сравнительно слабо влияют на величину их времени жизни.
Примеси тяжелых и благородных металлов (Fe, Ni, Cr, W, Cu, Ag, Аu и др.) в большинстве полупроводниковых материалов образуют глубокие, часто многозарядные донорные или акцепторные уровни в запрещённой зоне, имеют большие сечения захвата носителей заряда и являются эффективными центрами рекомбинации носителей, приводя к значительному снижению их времени жизни. Эти примеси обладают малой и обычно ярко выраженной ретроградной растворимостью в полупроводниковых материалах и имеют очень малые значения коэффициента распределения между кристаллом и расплавом. Легирование ими производят в тех случаях, когда надо получить полупроводниковые материалы с малым временем жизни носителей или с высоким удельным электрическим сопротивлением, достигаемым компенсацией мелких энергетических уровней противоположной природы. Последнее часто используют для получения полуизолирующих кристаллов широкозонных полупроводниковых материалов типа AIIIBV (GaAs, GaP, InP); легирующими примесями служат Cr, Fe, Ni. Основные характеристики наиболее распространённых примесей в важнейших полупроводниковых материалах представлены в табл. 2.
Легирование полупроводниковых материалов обычно осуществляют непосредственно в процессах получения монокристаллов и эпитаксиальных структур. Примесь вводится в расплав либо в виде элемента, либо в виде сплава с данным полупроводниковым материалом (лигатуры). Часто легирование осуществляют из газовой фазы (паров) данного элемента или его легколетучих соединений. Это основной способ легирования в процессах эпитаксии при кристаллизации из газовой фазы. При молекулярно-пучковой эпитаксии источником легирующей добавки обычно является сама элементарная примесь. Расчёт необходимого содержания легирующей примеси требует знания точной количественной связи между её концентрацией и заданными свойствами полупроводниковых материалов, а также основных физико-химических характеристик примеси: коэффициента распределения между газовой фазой и кристаллом (К), упругости паров и скорости испарения в широком интервале температур, растворимости в твёрдой фазе и т. п.
Одна из главных задач легирования — обеспечение равномерного распределения вводимой примеси в объёме кристалла и по толщине эпитаксиального слоя. При направленной кристаллизации из расплава равномерное распределение примеси по длине слитка достигается либо путём поддержания её постоянной концентрации в расплаве за счёт его подпитки из твёрдой, жидкой или газовой фазы, либо путём программированного изменения эффективного коэффициента распределения примеси при соответствующем изменении параметров процесса роста. При зонной перекристаллизации для примесей с К << 1 обычно используют целевую загрузку примеси в начальную расплавленную зону с последующим её проходом через всю заготовку. Эффективный способ повышения объемной однородности монокристаллов — воздействие на массоперенос в расплаве наложением магнитного поля. Однородного распределения примеси по толщине слоя в процессе жидкофазной эпитаксии достигают кристаллизацией при постоянной температуре в условиях подпитки расплава, а при газофазной эпитаксии — поддержанием постоянной концентрации легирующей примеси в газовой фазе над подложкой на протяжении всего процесса наращивания.
Легирование полупроводниковых материалов может быть осуществлено также путём радиационного воздействия на кристалл, когда в результате ядерных реакций с участием собственных атомов вещества образуются электрически активные примеси. Наибольший интерес для радиационного легирования представляет воздействие тепловыми нейтронами, которые обладают большой проникающей способностью, что обеспечивает повышенную однородность легирования. Концентрация примесей, образующихся в результате нейтронного облучения, определяется соотношением: Nпр = N0siCiсрt, где N0 — кол-во атомов в единице объёма полупроводникового материала; si — сечение поглощения тепловых нейтронов; Ci — содержание (%) соответствующего нуклида в естественной смеси; ср — плотность потока тепловых нейтронов; t — время облучения. Легирование облучением тепловыми нейтронами обеспечивает строго контролируемое введение заданных концентраций примеси и равномерное её распределение в объёме кристалла. Однако в процессе облучения в кристалле образуются радиационные дефекты, для устранения которых необходим последующий высокотемпературный отжиг. Кроме того, может появиться наведённая радиоактивность, требующая выдержки образцов после облучения. Легирование облучением тепловыми нейтронами обычно используют для получения однородно легированных фосфором монокристаллов Si с высоким удельным электрическим сопротивлением. В данном случае происходят следующие ядерные реакции:
{\displaystyle {}^{30}\!Si(n,\gamma )^{31}Si{\beta  \over 2.6h}\to ^{31}\!P}
При создании структур с p-n-переходами для полупроводниковых приборов широко используют легирование путём диффузионного введения примеси. Профиль концентрации примеси при диффузии описывается обычно функцией ошибок и имеет вид плавной кривой, характер которой определяется следующими факторами: температурой и временем проведения процесса; толщиной слоя, из которого осуществляется диффузия; концентрацией и формой нахождения примеси в источнике, а также её электрическим зарядом и возможностью взаимодействия с сопутствующими примесями и дефектами в полупроводниковом материале. Из-за малых значений коэффициента диффузии основных легирующих примесей диффузионное легирование обычно проводят при высоких температурах (для Si, например, при 1100—1350 °C) и в течение длительного времени; при этом оно, как правило, сопровождается генерированием в кристалле значительного количества структурных дефектов, в частности дислокаций. При диффузионном легировании возникают трудности в получении тонких легированных слоев и достаточно резких p-n-переходов.
Для получения тонких легированных слоев перспективны процессы ионного легирования (ионной имплантации), при которых введение примесных атомов в приповерхностный слой материала осуществляется путём бомбардировки соответствующими ионами с энергией от нескольких КэВ до нескольких МэВ. Возможность введения практически любой примеси в любой полупроводниковый материал, низкие рабочие температуры процесса, гибкое управление концентрацией и профилем распределения вводимой примеси, возможность легирования через диэлектрические покрытия с получением тонких, сильно легированных слоев обеспечили широкое распространение этого метода в технологии полупроводниковых приборов. Однако в процессе ионного легирования генерируются собственные точечные дефекты структуры, возникают области разупорядочения решётки, а при больших дозах — аморфизованные слои. Поэтому для получения качественных легированных слоев необходим последующий отжиг введённых дефектов. Отжиг проводят при температурах существенно более низких, чем при диффузии (для Si, например, не выше 700—800 °C). После отжига свойства имплантированных слоев близки к свойствам материала, легированного до тех же концентраций традиционными методами.

## Структурные дефекты
Основными структурными дефектами в монокристаллах и эпитаксиальных слоях полупроводниковые материалы являются дислокации, собственные точечные дефекты и их скопления, дефекты упаковки. При выращивании монокристаллов дислокации возникают под действием термических напряжений, обусловленных неоднородным распределением температуры в объёме слитка. Другими источниками дислокаций в монокристаллах являются дислокации, прорастающие из затравки, примесные неоднородности, отклонения от стехиометрического состава. Часто дислокации образуют в кристаллах устойчивые скопления — малоугловые границы. Основными способами снижения плотности дислокаций в монокристаллах являются: уменьшение уровня термических напряжений путём подбора соответствующих тепловых условий выращивания, обеспечение равномерного распределения состава в объёме, строгий контроль стехиометрического состава, введение «упрочняющих» примесей, затрудняющих движение дислокаций и их размножение. В настоящее время даже в промышленных условиях выращивают бездислокационные монокристаллы Si диаметром до 250 мм. Успешно решается задача получения бездислокационных монокристаллов Ge, GaAs, InSb и др. полупроводниковых материалов.
В эпитаксиальных композициях основными источниками дислокаций являются: напряжения несоответствия, обусловленные различием периодов решётки сопрягающихся материалов; термические напряжения из-за различия коэф. термического расширения сопрягающихся материалов или неравномерного распределения температуры по толщине и поверхности наращиваемого слоя; наличие градиента состава по толщине эпитаксиального слоя. Особенно трудна задача получения малодислокационных гетерокомпозиций. Для снижения плотности дислокаций в рабочем слое заданного состава используют технику создания промежуточных по составу «градиентных» слоев или подбирают изопериодные (с близкими значениями периодов кристаллической решётки) гетеропары. При выращивании на монокристаллической подложке бинарных соединений для создания изопериодных гетеропар используют четверные твёрдые растворы, в состав которых входит и вещество подложки.
Важнейшими собственными точечными дефектами в Ge и Si являются вакансии и междоузельные атомы, а также различного рода комплексы, образующиеся в результате взаимодействия этих дефектов между собой или с атомами остаточных и легирующих примесей. В бинарных соединениях точечными дефектами могут быть вакансии в любой из подрешёток, междоузельные атомы обоих компонентов, которые могут находиться в решётке в различных положениях, атомы компонента В на местах атомов А и наоборот. Как и в элементарных полупроводниковых материалах, эти «простые» собственные точечные дефекты могут взаимодействовать между собой и с примесями с образованием разнообразных комплексов. Ещё более сложной выглядит картина образования дефектов в многокомпонентных соединениях и твёрдых расплавах. Собственные точечные дефекты образуются при нагреве, облучении частицами высоких энергий, пластичных деформациях; существенную роль играет отклонение состава от стехиометрического. Наиболее эффективными способами снижения концентрации собственных точечных дефектов в полупроводниковых материалах является термообработка в различных средах. В случае химических соединений термообработку обычно проводят в атмосфере паров недостающего компонента, выбирая рабочие температуры с учётом конфигурации области гомогенности.

## Применение
Важнейшая область применения полупроводниковых материалов — микроэлектроника. Полупроводниковые материалы составляют основу современных больших и сверхбольших интегральных схем, которые делают главным образом на основе Si. Дальнейший прогресс в повышении быстродействия и в снижении потребляемой мощности связан с созданием интегральных схем на основе GaAs, InP и их твёрдых растворов с др. соединениями типа АIIIВV. В больших масштабах используют полупроводниковые материалы для изготовления «силовых» полупроводниковых приборов (вентили, тиристоры, мощные транзисторы). Здесь также основным материалом является Si, а дальнейшее продвижение в область более высоких рабочих температур связано с применением GaAs, SiC и др. широкозонных полупроводниковых материалов. С каждым годом расширяется применение полупроводниковых материалов в солнечной энергетике. Основными полупроводниковыми материалами для изготовления солнечных батарей являются Si, GaAs, гетероструктуры GaxAl1-xAs/GaAs, Cu2S/CdS, α-Si:H, гетероструктуры α-Si:H/α-SixC1-x:H. С применением в солнечных батареях некристаллических гидрированных полупроводниковых материалов связаны перспективы резкого снижения стоимости солнечных батарей. Полупроводниковые материалы используют для создания полупроводниковых лазеров и светодиодов. Лазеры делают на основе ряда прямозонных соединений типа AIIIBV, AIIBIV, AIVBVI и др. Важнейшими материалами для изготовления лазеров являются гетероструктуры: GaxAl1-xAs/GaAs, GaxIn1-xAsyP1-y/InP, GaxIn1-xAs/InP, GaxIn1-xAsyP1-y/GaxAs1-xPx, GaN/AlxGa1-xN. Для изготовления светодиодов широко используют: GaAs, GaP, GaAs1-xPx, GaxIn1-xAs, GaxAl1-xAs, GaN и др. Полупроводниковые материалы составляют основу современных приемников оптического излучения (фотоприемников) для широкого спектрального диапазона. Их изготовляют на основе Ge, Si, GaAs, GaP, InSb, InAs, GaxAl1-xAs, GaxIn1-xAs, GaxIn1-xAsyP1-y, CdxHg1-xТе, PbxSn1-xTe и ряда др. полупроводниковых материалов. Полупроводниковые лазеры и фотоприемники — важнейшие составляющие элементной базы волоконно-оптической линий связи. Полупроводниковые материалы используются для создания различных СВЧ приборов (биполярных и полевых транзисторов, транзисторов на «горячих» электронах, лавинопролётных диодов и др.). Другие важные области применения полупроводниковых материалов: детекторы ядерных излучений (используют особо чистые Ge, Si, GaAs, CdTe и др.), изготовление термохолодильников (теллуриды и селениды висмута и сурьмы), тензодатчиков, высокочувствительных термометров, датчиков магнитных полей и др.